# Coendou
Coendou es un género de roedores histricomorfos de la familia Erethizontidae. Incluye a una serie de especies conocidas con el nombre de coendúes, puercoespines americanos de cola larga ampliamente distribuidos por la región Neotropical (América Central y del Sur, isla Trinidad). Género con 18 especies en América, que habitan desde México hasta Uruguay, cuya característica principal es su espalda cubierta de espinas que les sirve como mecanismo de defensa, ya que cuando se sienten amenazados, las erizan y apuntan hacia sus enemigos.

## Especies
Se reconocen las siguientes:
- Coendou baturitensis[2] Feijó & Langguth, 2013
- Coendou bicolor (Tschudi, 1844)
- Coendou ichillus Voss & da Silva, 2001
- Coendou insidiosus (Olfers, 1818)
- Coendou longicaudatus Menezes, 2021
- Coendou melanurus  (Wagner, 1842)
- Coendou mexicanus (Kerr, 1792)
- Coendou nycthemera (Olfers, 1818)
- Coendou prehensilis (Linnaeus, 1758) (incluye Coendou sanctamartae Allen, 1904)
- Coendou pruinosus (Thomas, 1905)
- Coendou quichua Thomas, 1899 (incluye Coendou rothschildi Thomas, 1902)
- Coendou roosmalenorum Voss & da Silva, 2001
- Coendou rufescens (Gray, 1865)
- Coendou speratus[3] Mendes Pontes, Gadelha, Melo, Bezerra De Sá, Loss, Caldara, Pires Costa & Leite, 2013
- Coendou spinosus (Cuvier, 1822)
- Coendou vestitus (Thomas, 1899)
- Coendou vossi[4] (Ramírez-Chávez et al, 2025)